# Campeonato Pan-Pacífico de Natación
El Campeonato Pan-Pacífico de Natación es una competición internacional de natación. Es organizado desde 1985 por la Federación Internacional de Natación (FINA), al principio en los años impares y desde la novena edición (2002) cada cuatro años. Está permitida la participación de todos los países que no pertenezcan a la Liga Europea de Natación, para los que existe el repectivo campeonato continental.
El campeonato se lleva a cabo en piscinas de 50 m de longitud. El programa incluye, además, una prueba de aguas abiertas.

## Ediciones
| Núm. | Año  | Sede         | País           |
| ---- | ---- | ------------ | -------------- |
| I    | 1985 | Tokio        | Japón          |
| II   | 1987 | Brisbane     | Australia      |
| III  | 1989 | Tokio        | Japón          |
| IV   | 1991 | Edmonton     | Canadá         |
| V    | 1993 | Kobe         | Japón          |
| VI   | 1995 | Atlanta      | Estados Unidos |
| VII  | 1997 | Fukuoka      | Japón          |
| VIII | 1999 | Sídney       | Australia      |
| IX   | 2002 | Yokohama     | Japón          |
| X    | 2006 | Victoria     | Canadá         |
| XI   | 2010 | Irvine       | Estados Unidos |
| XII  | 2014 | Gold Coast   | Australia      |
| XIII | 2018 | Tokio        | Japón          |
| –    | 2022 | No realizado | No realizado   |
| XIV  | 2026 | Los Ángeles  | Estados Unidos |

## Medallero histórico
- Actualizado hasta Tokio 2018.

| Núm. | País           | Oro | Plata | Bronce | Total |
| ---- | -------------- | --- | ----- | ------ | ----- |
| 1    | Estados Unidos | 277 | 188   | 138    | 603   |
| 2    | Australia      | 97  | 137   | 107    | 341   |
| 3    | Japón          | 31  | 49    | 73     | 153   |
| 4    | Canadá         | 18  | 45    | 75     | 138   |
| 5    | China          | 5   | 10    | 12     | 27    |
| 6    | Sudáfrica      | 5   | 5     | 6      | 16    |
| 7    | Nueva Zelanda  | 4   | 6     | 15     | 25    |
| 8    | Corea del Sur  | 4   | 2     | 1      | 7     |
| 9    | Brasil         | 3   | 4     | 10     | 17    |
| 10   | Costa Rica     | 3   | 2     | 4      | 9     |
| 11   | Puerto Rico    | 1   | 0     | 1      | 2     |
| 12   | Surinam        | 1   | 0     | 0      | 1     |
| 13   | Chile          | 0   | 0     | 1      | 1     |
|      | TOTAL          | 449 | 448   | 443    | 1340  |